# SOFIM-8140-Motor
SOFIM 8140 ist die Bezeichnung für eine Serie von Dieselmotoren des Herstellers SOFIM, die von 1977 bis 2006 produziert wurden. Die Motoren deckten einen Hubraumbereich von etwa 2,0 bis 2,8 Litern ab und wurden vorwiegend in Nutzfahrzeugen, aber auch in PKW verschiedener Automobilhersteller weltweit eingesetzt.

## 8140 (2,0Liter)
Der 8140 wurde als erste Version ab 1977 produziert; er lieferte bei einem Hubraum von 2,0 Litern (1995 cm³) 44 kW (60 PS) und wurde ab 1978 im Fiat 131 CL Diesel 2000 eingesetzt.

## 8140.x1 (2,4Liter)
Der 8140.x1 hat einen Hubraum von 2,4 Litern (2445 cm³) mit einer Bohrung von 93 mm sowie einem Hub von 90 mm.

### 8140.61/8144.61
Der 8140.61/8144.61 war ein Saugmotor von Renault mit der Bezeichnung S8U-730 oder S8U-731 in zwei verschiedenen Ausführungen:
Eine mit 49 kW (67 PS) bei 3800 min−1 mit mechanischer Wirbelkammereinspritzung von Bosch in folgenden Autos:
- Renault Trafic I 2,4 Diesel (1981–1989)
- Renault Master I B70 (1981–1989)

Im Jahr 1990 wurde der Motor überarbeitet; er leistete nun 51 kW (69 PS) bei 3900 min−1 und erhielt die Bezeichnung S8U-720 oder S8U-722.
Die andere Ausführung leistet 53 kW (72 PS) bei 4200 min−1 und einem max. Drehmoment von 141 Nm bei 2400 min−1; sie ist in folgenden Autos zu finden:
- Fiat 131 2500 Diesel (1978–1983)[2]
- Fiat 132 2500 Diesel (1978–1981)
- Fiat Argenta Diesel (1981–1985)
- Fiat Campagnola 2,4 Diesel (1979–1987)
- Fiat Ducato I 2,4 D (1981–1989)
- Iveco Daily I 2,5 D (1978–1990)
- UAZ-469 2,4 Diesel

### 8140.21/8144.21
Der 8140.21 bzw. 8144.21 sind modifizierte Versionen des 8140.61/8144.61 mit Turbolader und Direkteinspritzung, aber ohne Ladeluftkühler. Die Leistung beträgt 70 kW (95 PS) bei 4100 min−1. Max. Drehmoment 215 Nm bei 2200 min−1. Er ist – teils unter der Bezeichnung S8U-750 – in folgenden Autos zu finden:
- Fiat Ducato I 2,5 TD (1981–1989)
- Iveco Turbodaily I 2,5 (1985–1990)
- Renault Master I B90 (1986–1990)

### 8144.81
Eine Turboversion des 8140 mit Wirbelkammereinspritzung und 66 kW (90 PS) Leistung wurde von 1983 bis 1985 im Fiat Argenta Turbodiesel verbaut.

### 8144.91
Ein mit dem 8144.81 baugleicher Motor, aber mit Ladeluftkühler und 74 kW (101 PS) Leistung wurde in folgenden Fahrzeugen eingesetzt:
- Fiat Croma 2,4 Turbodiesel (1985–1989)
- Lancia Thema 2,4 Turbodiesel (1984–1988)

## 8140.x7 (2,5Liter)
Der 8140.x7 hat einen vergrößerten Hub von 92 mm und damit einen Hubraum von 2499 cm³.

### 8140.07
Als Saugmotor mit Direkteinspritzung und 55 kW (75 PS) bei 4200 min−1 Leistung wurde er verbaut in:
- Fiat Ducato I 2,5 D (1989–1994)
- Zastava Rival 2.5 I.D. (1988–)
- Iveco Daily II 2,5 D (1990–1994)
- Renault Trafic I 2,5 D (1990–1994)
- Renault Master I 2,5 D S9U(1990–1997)
- Opel Arena 2,5 D (1997–2001)

Eine überarbeitete Version mit 59 kW (80 PS) bei 4000 min−1 wurde im Renault Master II 2,5 D (1998–2001) eingesetzt.

### 8140.27
Der 8140.27 ist die Turboversion mit Direkteinspritzung aber ohne Ladeluftkühler, die im Jahr 1989 den 8140.21 ablöste; die Leistung beträgt 76 kW (103 PS) bei 3800 min−1, das Drehmoment 235 Nm bei 2000 min−1. Der 8140.27 ist in folgenden Autos zu finden:
- Fiat Ducato I 2,5 TD (1989–1994)
- Fiat Ducato II 2,5 TD (1994–1999)
- Iveco Turbodaily II 2,5 (1989–1994)

Eine gedrosselte Version mit 69 kW (94 PS) bei 3800 min−1 wurde in folgenden Autos eingesetzt:
- Renault Trafic I 2,5 TD (1989–1995)
- Renault Master I 2,5 TD (1989–1997)

Eine Weiterentwicklung für das Fahren mit hoher Endgeschwindigkeit gab es nur im Fiat Ducato 1 2500 TD mit 70 kW (95 PS) und 216 Nm bei 2000 min−1.

### 8140.47
Der 8140.47 ist baugleich mit dem 8140.27, besitzt Direkteinspritzung mit mechanischer Verteilereinspritzpumpe und einen Ladeluftkühler und leistet 85 kW (116 PS) bei 3800 min−1; Drehmoment 245 Nm bei 2000 min−1. Er wurde eingesetzt in:
- Fiat Ducato II 2,5 TDI (1994–2002)
- Iveco Turbodaily 2,5 TDI (1992–2000)
- Peugeot Boxer I 2,5 TDI (1994–2002)
- Citroën Jumper I 2,5 TDI (1994–2002)
- Renault Master I 2,5 TDI (1994–1997)
- Opel Movano I 2,5 TDI (1999–2001)
- Nissan Interstar 2,5 TDI (1999–2001)

### 8140.47R
Der 8140.47R ist baugleich mit dem 8140.47, aber mit einem Oxidationskatalysator und elektronischer Verteilereinspritzpumpe ausgestattet. Er hat 80 kW (109 PS) Leistung bei 3800 min−1 / 256 Nm bei 2000 min−1. Der Motor wurde von 1994 bis 2002 im Fiat Ducato II 2,5 TDI verbaut.

### 8140.67
Die Saugversion mit 62 kW (84 PS) ist im Fiat Ducato II 2,5 D (1994–1998) zu finden.

### 8144.67
Die Saugversion mit 55 kW (75 PS) ist im Fiat Ducato I 2,5 D (1989–1994) und dem Fiat Croma 2,5 D (1989–1994) zu finden.

### 8144.97
Eine Turboversion mit Wirbelkammereinspritzung, Ladeluftkühler und 85 kW (116 PS) Leistung wurde in folgenden Automobilen eingesetzt:
- Lancia Thema 2,5 Turbodiesel (1988–1994)
- Fiat Croma 2,5 Turbodiesel (1989–1993)
- Renault Safrane 2,5 RNdt/RXEdt (1993–1995)

### 8144.97Y
Der 8144.97Y war baugleich mit dem 8144.97, war aber mit elektronischer geregelter Einspritzpumpe und Oxidationskatalysator ausgestattet. Sie wurde in folgenden Fahrzeugen verbaut:
- Fiat Croma 2,5 Turbodiesel (1993–1996)

## 8140.x3 (2,8Liter)
Der 8140.x3 wurde 1996 auf den Markt gebracht; er besaß bei einer Bohrung von 94,4 mm und einem Hub von 100 mm 2800 cm³ Hubraum.

### 8140.63
Der 8140.63 – ein Saugmotor mit Wirbelkammereinspritzung und 64 kW (87 PS) Leistung – war in folgenden Autos zu finden:
- Fiat Ducato II 2,8 D (1996–2002)
- Iveco Daily II 2,8 D (1996–1999)
- Renault Master II 2,8 D (1996–2001)
- Renault Mascott 90 (1999–2004)

### 8140.23
Die Turboversion mit Direkteinspritzung, aber ohne Ladeluftkühler lieferte 76 kW (103 PS) bei 3600 min−1 und 240 Nm Drehmoment bei 1900 min−1. Sie wurde in folgenden Fahrzeugen verbaut:
- Fiat Ducato II 2,8 TD (1996–2002)
- Iveco Turbodaily II 2,8 TD (1996–2000)
- Peugeot Boxer I 2,8 TD (1996–2000)
- Citroën Jumper I 2,8 TD (1996–2000)
- Renault Master I 2,8 TD (1996–1997)
- Renault Master II 2,8 TD (1998–2002)
- Opel Movano I 2,8 TD (1999–2000)
- Nissan Interstar I 2,8 TD (1999–2002)
- Multicar M 26.4 TD (1996–2000)

### 8140.43
Der 8140.43 war baugleich mit dem 8140.23, aber mit Ladeluftkühler ausgestattet. Er lieferte 90 kW (122 PS) Leistung bei 3600 min−1 (270 Nm Drehmoment bei 1800 min−1). Eingesetzt wurde er in:
- Fiat Ducato II 2,8 i.d. TD (1996–1999)
- Iveco Daily II 2,8 TDI (1996–2000)
- Peugeot Boxer I 2,8 TDE (1996–2000)
- Citroën Jumper I 2,8 TDE (1996–2000)
- Renault Master I 2,8 TDI (1996–1997)
- Renault Master II 2,8 TDI (1998–2002)
- Opel Movano 2,8 DTI (2000–2002)
- Bremach TGr 35 und TTrek (Anfang 2000er Jahre)

### 8140.43S
Der 8140.43S – basierend auf dem 8140.43 – war mit Common-Rail-Einspritzung ausgerüstet und lieferte 94 kW (128 PS) bei 3600 min−1 bzw. 300 Nm Drehmoment bei 1800 min−1. Er war in folgenden Automobilen zu finden:
- Fiat Ducato II 2,8 JTD (1999–2006)
- Iveco Daily III 2,8 JTD (2000–2006)
- Peugeot Boxer I 2,8 HDi (2000–2006)
- Citroën Jumper I 2,8 HDi (2000–2006)
- Renault Master II 2,8 dCi (2000–2002)
- Opel Movano I 2,8 CDTI (2000–2002)
- Nissan Interstar 2,8 dCi (2000–2002)
- Renault Mascott 130 (1999–2004)
- Bremach TGR 35

### 8140.43C
Der 8140.43C war ein auf 78 kW (106 PS) bei 3600 min−1 und 260 Nm bei 1800 min−1 gedrosselter 8140.43S. Er wurde von 1999 bis 2004 im Renault Mascott 110 montiert.

### 8140.43N/8140.43K
Baugleich mit dem 8140.43S, aber mit variabler Turbinengeometrie und 107 kW (145 PS) bei 3600 min−1 / 310 Nm bei 1500 min−1, war der 8140.43N/K-Motor zu finden in:
- Citroën Jumper I 2,8 HDi POWER (2004–2006)
- Fiat Ducato II 2,8 JTD POWER (2004–2006)
- Peugeot Boxer I 2,8 HDi POWER (2004–2006)
- Iveco Daily III 2,8 JTD POWER (2000–2006)
- Renault Mascott 140 (1999–2004)